# Teckomatorps landskommun
Teckomatorps landskommun var en tidigare kommun i dåvarande Malmöhus län.

## Administrativ historik
Kommunen bildades vid kommunreformen 1952 genom sammanläggning av de tidigare kommunerna Källs-Nöbbelöv, Norra Skrävlinge, Norrvidinge och Södervidinge. Från Norra Skrävlinge tillfördes Teckomatorps municipalsamhälle som upplöstes 31 december 1966. 
År 1969 upplöstes kommunen och församlingarna Källs-Nöbbelöv, Norra Skrävlinge och Norrvidinge tillfördes Svalövs landskommun, som 1971 ombildades till Svalövs kommun, medan Södervidinge tillföll dåvarande Kävlinge köping, från 1971 Kävlinge kommun. Tätorten Teckomatorp ligger numera i Svalövs kommun.
Kommunkod var 1215.

### Kyrklig tillhörighet
I kyrkligt hänseende tillhörde kommunen församlingarna Källs-Nöbbelöv, Norra Skrävlinge, Norrvidinge och Södervidinge.

## Geografi
Teckomatorps landskommun omfattade den 1 januari 1952 en areal av 43,66 km², varav 43,25 km² land.

### Tätorter i kommunen 1960
I Teckomatorps landskommun fanns tätorten Teckomatorp, som hade 913 invånare den 1 november 1960. Tätortsgraden i kommunen var då 36,3 procent.

## Politik

### Mandatfördelning i Teckomatorps landskommun 1950-1966
| 16 | 12 | 3 | 4 |

| 34 |

| 17 | 10 | 3 | 5 |

| 34 |

| 15 | 11 | 3 | 6 |

| 32 |

| 16 | 12 | 2 | 5 |

| 29 | 6 |

| 15 | 11 | 3 | 6 |

| 30 | 5 |

### Mandatfördelning i Teckomatorps municipalsamhälle 1962

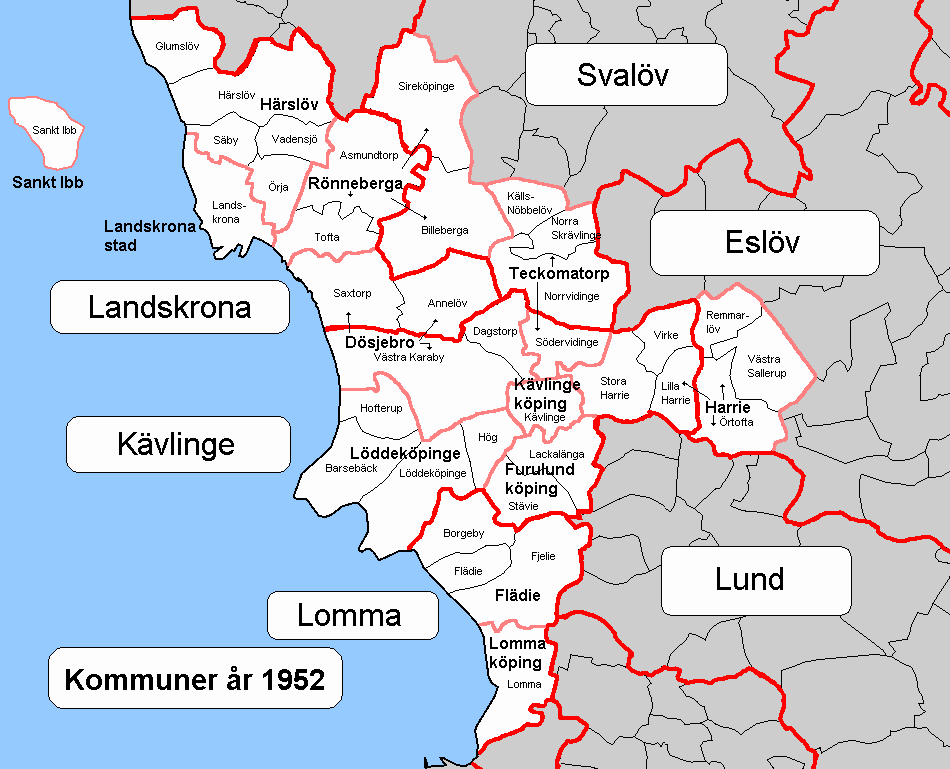
Socknar i Lomma, Kävlinge och Landskrona kommun med tidigare landskommuner. Socknars namn är skrivet i liten storlek, något större storlek är kommunerna som fanns år 1952 och inramade är dagens kommunnamn. De forna kommunernas gränser markeras i rosa, dagens i rött.

| 11 | 2 | 6 |

| 18 |